# ARASHI LIVE TOUR 2017-2018 「untitled」
『ARASHI LIVE TOUR 2017-2018 「untitled」』（アラシ ライブ ツアー 2017-2018 アンタイトル）は、日本の男性アイドルグループ・嵐のライブ・ビデオ。2018年6月13日にJ Stormから発売された。

## 概要
2017年11月から2018年1月まで行われた5大ドームツアー『ARASHI LIVE TOUR 2017-2018 「untitled」』から2017年12月26日開催の東京ドーム公演を収録。
DVD/Blu-rayにそれぞれ初回限定盤・通常盤が存在し、計4種類で発売。
特典映像には初回限定盤に「嵐の嵐会」、通常盤にマルチアングル映像と、ツアー最終公演となる2018年1月14日開催の京セラドーム大阪公演からダブルアンコール映像を収録。
マルチアングル映像が収録されるのは2015年発売のDVD/Blu-ray「ARASHI LIVE TOUR 2014 THE DIGITALIAN」以来となる。
Blu-ray Disc版にはSBMV Super Bit Mapping (ソニー株式会社が開発した階調補完技術)が今作に採用されている。
本作収録の『Green Light』、『「未完」』は、後に5thベストアルバム『5×20 All the BEST!! 1999-2019』初回限定盤2特典DVD『ARASHI LIVE CLIPS』にも収録された。
2020年4月11日よりYouTubeにて、本作の本編映像（Overture一部、Junction、MC、アンコール除く）が配信された。

## 収録内容

### 本編映像
※Blu-rayではDisc 1にまとめて収録。

#### Disc 1
1. Overture
2. Green Light
3. I'll be there
4. 風雲
5. Attack it!
6. Happiness
7. Junction -出逢い-
8. UB - 相葉雅紀・二宮和也
9. Come Back - 松本潤・櫻井翔
10. 夜の影 - 松本潤・二宮和也・大野智
11. バズりNIGHT - 相葉雅紀・大野智・櫻井翔
12. Junction -愛-
13. つなぐ
14. 抱擁
15. お気に召すまま
16. Bittersweet
17. GUTS !
18. Doors 〜勇気の軌跡〜
19. MC

#### Disc 2
1. Sugar
2. NOW or NEVER
3. Junction -別れ-
4. Pray
5. 光
6. 君のために僕がいる
7. PIKA★★NCHI DOUBLE
8. ハダシの未来
9. Believe
10. Monster
11. A・RA・SHI
12. Junction -未来-
13. Song for you
14. 「未完」
15. ワイルド アット ハート
16. サクラ咲ケ
17. 彼方へ
18. カンパイ・ソング

### 特典映像

#### 初回限定盤
※DVDではDisc 3、Blu-rayではDisc 2に収録。
1. 「嵐の嵐会」

#### 通常盤
※Blu-rayではDisc 1にまとめて収録。

##### Disc 1
1. マルチアングル映像
  1. UB - 相葉雅紀・二宮和也
  2. Come Back - 松本潤・櫻井翔
  3. 夜の影 - 松本潤・二宮和也・大野智
  4. バズりNIGHT - 相葉雅紀・大野智・櫻井翔

##### Disc 2
1. マルチアングル映像
  1. Song for you
  2. 「未完」
2. 感謝カンゲキ雨嵐（京セラドーム大阪 ツアー最終公演ダブルアンコールの模様）

## コンサートツアー
「ARASHI LIVE TOUR 2017-2018 「untitled」」は、16thアルバム『「untitled」』を引っさげて2017年11月17日から2018年1月14日にかけて行われた、6年連続9度目の5大ドームツアー。
今回のツアーは、イベント『嵐のワクワク学校2017 毎日がもっと輝く保健体育』の最後に発表された。
一度のツアーで東京ドームを2度回るのは、前ツアー『ARASHI LIVE TOUR 2016-2017 Are You Happy?』に続き、2年連続2回目となった。

### 日程・会場
| #  | 年     | 公演日   | 公演時間 | 会場                | 備考                           |
| -- | ------ | -------- | -------- | ------------------- | ------------------------------ |
| 1  | 2017年 | 11月17日 | 18:00    | 札幌ドーム          |                                |
| 2  | 2017年 | 11月18日 | 18:00    | 札幌ドーム          |                                |
| 3  | 2017年 | 11月19日 | 16:00    | 札幌ドーム          |                                |
| 4  | 2017年 | 12月01日 | 18:00    | 東京ドーム          |                                |
| 5  | 2017年 | 12月02日 | 18:00    | 東京ドーム          |                                |
| 6  | 2017年 | 12月03日 | 18:00    | 東京ドーム          |                                |
| 7  | 2017年 | 12月08日 | 18:00    | 福岡ヤフオク!ドーム |                                |
| 8  | 2017年 | 12月09日 | 18:00    | 福岡ヤフオク!ドーム |                                |
| 9  | 2017年 | 12月10日 | 16:00    | 福岡ヤフオク!ドーム |                                |
| 10 | 2017年 | 12月15日 | 18:00    | ナゴヤドーム        |                                |
| 11 | 2017年 | 12月16日 | 18:00    | ナゴヤドーム        |                                |
| 12 | 2017年 | 12月17日 | 16:00    | ナゴヤドーム        |                                |
| 13 | 2017年 | 12月24日 | 18:00    | 東京ドーム          | 公演日は相葉雅紀の35歳の誕生日 |
| 14 | 2017年 | 12月25日 | 18:00    | 東京ドーム          |                                |
| 15 | 2017年 | 12月26日 | 18:00    | 東京ドーム          |                                |
| 16 | 2018年 | 01月12日 | 18:00    | 京セラドーム大阪    |                                |
| 17 | 2018年 | 01月13日 | 18:00    | 京セラドーム大阪    |                                |
| 18 | 2018年 | 01月14日 | 16:00    | 京セラドーム大阪    |                                |